# Селчук Бајрактар
Селчук Бајрактар (тур. Selçuk Bayraktar; Истанбул, 7. октобар 1979) турски је инжењер и предузетник. Председник је Одбора и главни технолошки директор турског предузећа Baykar. Такође је познат као архитекта прве домаће и оперативне беспилотне летелице у Турској. Председник је фондације Turkish Technology Team.

## Биографија
Пореклом из Трабзона, рођен је 7. октобра 1979. године у Истанбулу. Друго је дете Џанан и Оздемира Бајрактара, који је 1984. године основао предузеће Baykar. Студије је започео у свом родном граду, а завршио у Сједињеним Америчким Државама.
Супруга му је Сумеје Ердоган, ћерка Реџепа Тајипа Ердогана. Године 2016. добили су дете.